# Średnik (jezioro)
Średnik - przepływowe jezioro rynnowe położone na południowo-wschodnim skraju Pojezierza Kaszubskiego ("Polaszkowski Obszar Chronionego Krajobrazu"), na północ od Jeziora Gatno i na południowy zachód od wsi Niedamowo w gminie Kościerzyna, powiecie kościerskim, (województwo pomorskie) na wysokości 136 m n.p.m., o powierzchni 4 ha – jest częścią akwenu jezior polaszkowskich.